# 佩里亚纳
佩里亚纳，是西班牙安达卢西亚自治区马拉加省的一个市镇。 总面积59平方公里，总人口3346人（2001年），人口密度57人/平方公里。